# Kleopas
Kleopas (Grieks Κλεόπας) (korte vorm van het Griekse Kleopatros, "zoon van een beroemde vader") is een van de twee leerlingen aan wie de opgestane Jezus verscheen toen ze op weg waren naar Emmaüs (de Emmaüsgangers uit Lucas 24:18).
Sommige tradities identificeren Kleopas met Klopas uit Johannes 19:25, waarmee hij de echtgenoot zou zijn van Maria, een van de drie Maria's.
Simeon van Jeruzalem, de tweede bisschop van Jeruzalem, was de zoon van een Kleopas, waarvan in de traditie werd aangenomen dat dit een broer was van Jezus' voedstervader Jozef. In de geschriften van Dorotheos van Tyrus en Hippolytus van Rome wordt Kleopas zelf als tweede bisschop van Jeruzalem genoemd.

## Is Kleopas Alfeüs?
Op basis van de verwantschap tussen de namen Klopas (Aramees: Chalpaj) en Alfeüs (de Hebreeuwse letter chet wordt in de Griekse Septuagint wel vaker met een α weergegeven), gaan sommigen ervan uit dat Kl(e)opas dezelfde is als Alfeüs. Dan zou hij de vader kunnen zijn van de apostel Matteüs (Marcus 2:14) of de apostel Jakobus (zoon van Alfeüs) (Matteüs 10:3; Marcus 3:18; Lucas 6:15; Handelingen 1:13). Als deze Jakobus de zoon zou zijn van Alfeüs, dan is dit een andere lijn die leidt tot de conclusie dat Alfeüs getrouwd was met de eerder genoemde Maria (Marcus 15:40; 16:1; Lucas 24:10).